# Jerzy Chorąży
Jerzy Hubert Chorąży (ur. 3 maja 1949 w Janówce, zm. 15 grudnia 2002 w Białej Podlaskiej) – polski polityk, rolnik, senator III kadencji.

## Życiorys
Był absolwentem Technikum Przemysłu Spożywczego w Lublinie. Pracował w handlu i spółdzielniach ogrodniczych w Białej Podlaskiej. Następnie prowadził własne gospodarstwo rolne, a od 1989 także przedsiębiorstwo handlowe.
W latach 1993–1997 sprawował mandat senatora III kadencji wybranego z listy Polskiego Stronnictwa Ludowego w województwie bialskopodlaskim. Zasiadał w Komisji Ochrony Środowiska, Komisji Samorządu Terytorialnego i Administracji Państwowej oraz Komisji Spraw Zagranicznych i Międzynarodowych Stosunków Gospodarczych.